# Гульдбрандсен, Йеспер
Йеспер Норден Гульдбрандсен (дат. Jesper Norden Guldbrandsen, 25 ноября 1935, Копенгаген, Дания) — датский хоккеист (хоккей на траве), нападающий.

## Биография
Йеспер Гульдбрандсен родился 25 ноября 1935 года в датском городе Калундборг.
Играл в хоккей на траве за «Ориент» из Конгенс Люнгбю.
В 1960 году вошёл в состав сборной Дании по хоккею на траве на Олимпийских играх в Риме, занявшей 16-е место. Играл на позиции нападающего, провёл 3 матча, забил 1 мяч в ворота сборной Нидерландов.